# Двенадцать ключей
Двенадцать ключей (12 ключей) — родник у д. Десяткино (Стародесяткино) в Бирском районе Республики Башкортостан. Используется местными жителями и проезжими для питья и приготовления пищи. Доступен круглогодично.
Среднее значение объёмной активности радона в воде несколько превышает уровень вмешательства для радона в питьевой воде (Козлова и др., 2014).
Аналитические показатели проб родников Берёзовый ключ, Двенадцать ключей, Винный ключ исследовались А. Р. Махмутовым и др. Дана органолептическая оценка качества воды, приведена общая минерализация, жесткость, катионный и анионный состав, содержание органических веществ, радиологические и микробиологические показатели.
Источник поддерживается в должном состоянии усилиями работников «Калинниковского лесничества».